# TIGHT KNOT
『TIGHT KNOT』（タイト・ノット）は、栗林みな実の7枚目のアルバム。2013年5月29日にLantisから発売された。

## 概要
前作『miracle fruit』から約2年2か月ぶりとなるオリジナルアルバム。
2012年11月に本作のリリースについて伝えられ、栗林は「ZERO!!」およびカップリング「好きじゃなかったら…」を書きながらアルバムのカラーを考えていたという。その後シングルを書き終え、収録曲のリストをスタッフから受け取り、表題曲はできる限り入れようと考えたが、「signs 〜朔月一夜〜」はカラーが異なるため外された。
テレビアニメ『君が望む永遠』のヒロイン「速瀬水月」のキャラクターソング「遠い夏の日」のセルフカバーが収録されており、これは水月の親友「涼宮遙」を栗林が演じていたことと、年数が経ち彼女の曲をカバーしたいと思い収録を決めたという。

## 収録曲
1. move on [4:14]
作詞・作曲：栗林みな実、編曲：関野元規
昔からの栗林ファンが好みそうな、ライブ向きの楽曲に仕上がっている[2]。
2. TIGHT KNOT [4:43]
作詞・作曲：栗林みな実、編曲：飯塚昌明
タイトルは、栗林の当時の心境を現すのに相応しい「結び目」という言葉をパソコンで検索した上で、最終的に「強い」と「結び目」を意味する英語の「TIGHT」と「KNOT」を掛け合わせて付けられた[2]。
3. HAPPY CRAZY BOX [4:25]
作詞・作曲：栗林みな実、編曲：菊田大介
テレビアニメ『めだかボックス』オープニングテーマ
4. LOVE STEP [4:03]
作詞・作曲：栗林みな実、編曲：中土智博
PS3版『マブラヴ』アバンオープニングテーマ
5. Choose my love! [4:15]
作詞：こだまさおり、作曲：栗林みな実、編曲：関野元規
テレビアニメ『けんぷファー für die Liebe』オープニングテーマ
6. First Addiction [4:44]
作詞：こだまさおり、作曲・編曲：佐伯高志
7. 時すでに始まりを刻む [4:08]
作詞：畑亜貴、作曲・編曲：虹音
テレビアニメ『刀語』第12話エンディングテーマ
8. 遠い夏の日 [4:18]
作詞・作曲：栗林みな実、編曲：中土智博
テレビアニメ『君が望む永遠』速瀬水月キャラクターソング セルフカバー
9. BELIEVE [4:39]
作詞：栗林みな実、作曲・編曲：菊田大介
テレビアニメ『めだかボックス アブノーマル』オープニングテーマ
10. STRAIGHT JET [4:33]
作詞：栗林みな実、作曲・編曲：菊田大介
テレビアニメ『IS 〈インフィニット・ストラトス〉』オープニングテーマ
11. 君の中の英雄 [4:34]
作詞・作曲：栗林みな実、編曲：飯塚昌明
テレビアニメ『機動戦士ガンダムAGE』フリット編エンディングテーマ
12. Doubt the World [4:22]
作詞：畑亜貴、作曲・編曲：山下洋介
テレビアニメ『トータル・イクリプス』後期オープニングテーマ
13. 微笑みの彼方 [5:15]
作詞：畑亜貴、作曲：伊藤真澄、編曲：虹音